# Vasile Alecsandri

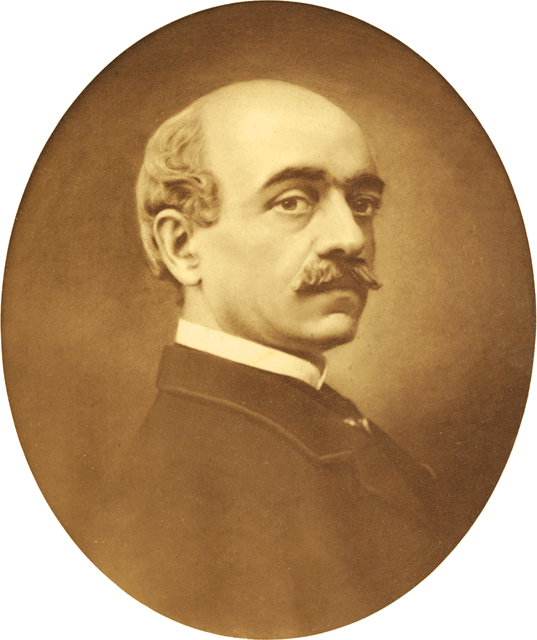
Vasile Alecsandri

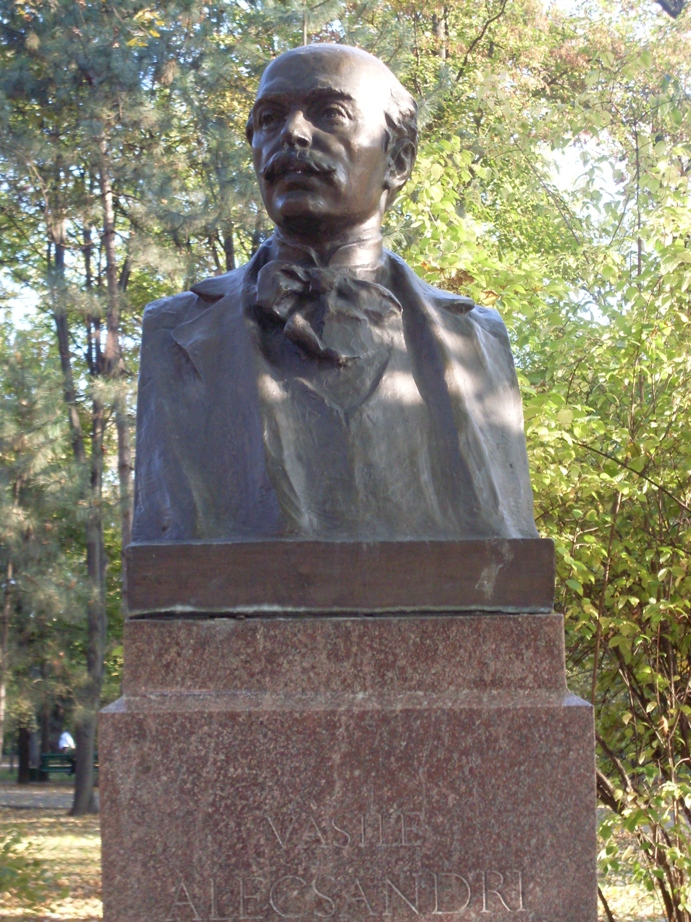
Alecsandri-Büste (L. Dubinowschi, 1957), Aleea Classicilor, Kischinau

Vasile Alecsandri (* 21. Juli 1821 in Bacău, Fürstentum Moldau; † 22. August 1890 in Mircești, Rumänien) war ein rumänischer Dichter, Dramatiker und Politiker. Er sammelte rumänische Volkslieder und war bedeutsam für die Erweckung der rumänischen kulturellen Identität im Rumänien des 19. Jahrhunderts sowie führend in der Bewegung für die Einigung der Moldau und der Walachei.

## Die ersten Jahre

### Herkunft und Kindheit
Vasile Alecsandri wurde in der moldauischen Stadt Bacău als Kind einer Familie von kleinen Landbesitzern geboren. Seine Eltern Vasile und Elena Cozoni, die Tochter eines griechisch-rumänischen Händlers, hatten sieben Kinder, von welchen jedoch nur drei überlebten, eine Tochter – Catina – und zwei Söhne – Iancu und Vasile.
Die Familie war im lukrativen Salz- und Getreidehandel tätig. Im Jahre 1828 erwarb sie ein großes Anwesen in Mircești, einem Ort in der Nähe des Sereth. Hier betrieb der jungen Vasile eingehende Studien mit einem Mönch namens Gherman Vida aus der Maramuresch und spielte mit Vasile Porojan, einem Zigeunerjungen, der ein guter Freund wurde. Beide Personen fanden sich später in seinen Werken wieder.

### Jugendjahre
Zwischen 1828 und 1834 studierte er an der „V. cuenim pension“ und begab sich anschließend nach Paris, wo er das Studium der Chemie, Medizin und der Rechtswissenschaften aufnahm. Später ließ er jedoch all dies hinter sich, um sich seiner wahren Berufung – der Literatur – zuzuwenden. Seine ersten Werke veröffentlichte er 1838 auf Französisch, das er sich in seinen Jahren in Paris bis zur Perfektion angeeignet hatte. Nach einem kurzen Heimataufenthalt wandte er sich bald wieder Westeuropa zu und besuchte Italien, Spanien und Südfrankreich.
1840 wurde er einer der Direktoren des Nationaltheaters von Iași und produzierte sein erstes Stück „Farmazonul din Hârlău“. Im Jahr 1844 wurde schließlich sein zweites Stück „Iorga de la Sadagurga“ aufgeführt. Er schrieb auch für „Dacia literară“, der ersten von Mihail Kogălniceanu herausgebrachten Literaturzeitschrift in rumänischer Sprache. Ebenso tat er dies für „Albina Românească“, die erste rumänischsprachige Zeitung in der Moldau.

### Romanzen
Ein Jahr später besuchte Vasile ein Fest, das zu Ehren von Costachi Negri, einem Freund der Familie, gegeben wurde. Hier verliebte er sich in die Tochter des Gefeierten, die 21-jährige Elena Negri, welche – erst vor kurzem geschieden – die Gefühle des 24-jährigen Vasile Alecsandri erwiderte. Er schrieb ihr verschiedene Liebesgedichte, bis eine Krankheit Elena zwang, nach Venedig zu gehen. Hier traf sich Vasile mit ihr und sie verbrachten hier zwei Monate.
Später reisten sie durch Europa nach Österreich, Deutschland und Vasiles früherem Aufenthaltsort, Frankreich. Elenas Lungenkrankheit verschlimmerte sich jedoch in Paris und beide machten sich am 25. April 1847 per Schiff auf den Weg zurück in die Heimat. Auf dem Schiff verstarb Elena jedoch in den Armen Alecsandris. Vasile verarbeitete seine Trauer auf literarischem Wege und schrieb „Steluta“ (Kleiner Stern) um seiner Liebe zu gedenken und widmete Elena später auch den Gedichtzyklus „Lacrimioara“ (Kleine Tränen).

## Die Mitte des Lebens

### Politische Teilhabe
Im Jahr 1848 wurde er einer der Führer der revolutionären Bewegung, die ihr Zentrum in Iași hatte. Er schrieb ein vielgelesenes Gedicht, das die Bevölkerung aufrütteln sollte. Es hieß „Către Români“ (An das rumänische Volk) und wurde später „Deșteptarea României“ (Das Erwachen Rumäniens) genannt. Zusammen mit Mihail Kogălniceanu und Costache Negri schrieb er das revolutionäre Manifest in der Moldau mit Namen: „Dorințele partidei naționale din Moldova“ (Die Wünsche der moldauischen Nationalpartei). Nach dem Scheitern der Revolution floh er über Siebenbürgen und Österreich nach Paris, wo er fortfuhr, politische Gedichte zu schreiben.
Alecsandri trat als heftiger Antisemit hervor, sowohl in seiner Literatur wie in der Politik. In einer Senatsrede am 10. Oktober 1879 meinte er zur Überarbeitung von § 7 der Verfassung:
Rumänen und Juden bilden die zwei Seiten einer Barrikade. Sie sind unversöhnliche Gegner. Rumänen sind sanft, großzügig, gastfreundlich, klug, sie lieben den Fortschriftt, sie sind anpassungsfähig an die zivilisiertesten Nationen, tolerant in Glaubensdingen. Die Juden bedrohen Rumänien, sie vertreten blindesten religiösen Fanatismus, stärkstens Ausschließlichkeitsanspruch unter den Völkern der Welt, sie sind unfähig zur Assimilation. Ihre Macht ist unermesslich, da sie sich auf zwei andere Mächte stützen: die Freimaurerei und das Gold.

### Literarische Leistungen
Nach zwei Jahren kehrte er für eine erfolgreiche Aufführung seiner neuen Komödie „Chirița în Iași“ in die Heimat zurück. Er reiste durch das moldauische Hinterland, um hier rumänische Folklore zu sammeln und zu bearbeiten, die in zwei Teilen 1852 und 1853 erschienen. Die Gedichte, die in diesen beiden umfangreichen Sammlungen enthalten waren, wurden zu Eckpfeilern einer sich entwickelnden rumänischen Identität. Hierzu gehört besonders die „Miorița-Ballade“, aber auch Stücke wie „Toma Alimoș“, „Mânăstirea Argeșului“ und „Novac și Corbul“. Des Weiteren veröffentlichte er einen Band seiner eigenen Werke „Doine și Lăcrămioare“, der seinen Ruf festigte.
In den kulturellen Kreisen Rumäniens gut bekannt, unterstützte er die Gründung von „România Literară“, zu welcher sowohl moldauische als auch rumänische Schriftsteller beitrugen. Er war einer der wichtigsten Unterstützer der Einigung der zwei rumänischen Fürstentümer Moldau und Walachei. 1856 veröffentlichte er in Steaua Dunării das Gedicht „Hora Unirii“, das zur Hymne der Vereinigungsbewegung wurde.

### Eine neue Liebe
Gegen Ende des Jahres 1855 begann sich für Alecsandri eine neue Liebe zu entwickeln, entgegen dem Versprechen, das er Elena an deren Totenbett gemacht hatte. Der nun 35-jährige renommierte Dichter und Gesellschaftskommentator verliebte sich in die junge Wirtstochter Paulina Lucasievici. Die Beziehung war glücklich; beide zogen in das Anwesen Alecsandris in Mircești. Am 3. November 1857 wurde ihre gemeinsame Tochter Maria geboren.

## Lebensende

### Politische Erfüllung
Neben seinem glücklichen Privatleben fand Alecsandri auch Befriedigung im Fortschritt der von ihm seit langem angestrebten politischen Entwicklungen. Die zwei rumänischen Teilreiche vereinigten sich; Alecsandri wurde als Außenminister vorgeschlagen und von Alexandru Ioan Cuza dazu ernannt. Er reiste durch Westeuropa und hielt verschiedene Vorträge, um den neu entstandenen Staat besser bekannt zu machen und dessen Entwicklung auf dem Balkan zu fördern.

### Ruhestand in Mircești
Der diplomatische Dienst ermüdete ihn jedoch. 1860 ließ er sich dauerhaft in Mircești nieder, um hier seinen Lebensabend zu verbringen. Am 3. Oktober 1876 heiratete er Paulina, mehr als fünfzehn Jahre, nachdem ihre Beziehung begonnen hatte.
Zwischen 1862 und 1875 schrieb er einen Zyklus von 40 lyrischen Gedichten, so unter anderem „Miezul Iernii“, „Serile la Mircești“, „Iarna“, „La Gura Sobei“, „Oaspeții Primăverii“ und „Malul Siretului“. Er versuchte sich auch in epischen Gedichten und veröffentlichte diese im Band „Legende“. Ebenso schrieb er eine Serie von Gedichten, die sich den Soldaten, die im rumänischen Unabhängigkeitskampf teilgenommen hatten, widmete.
1879 erhielt sein Drama „Despot-Vodă“ den Preis der rumänischen Akademie. Selbst in seinen späten Lebensjahren war er immer noch ein bedeutender Schreiber und beendete 1881 seine fantastische Komödie „Sânziana și Pepelea“ und zwei Dramen: „Fântâna Blanduziei“ und „Ovidiu“ in den Jahren 1883 und 1885.
1881 schrieb er „Trăiască Regele“ (Lang lebe der König), das bis zur Abdankung der Monarchie 1947 die Hymne des Königreiches Rumänien blieb. Im Jahr 1890 erlag er schließlich einem langandauernden Krebsleiden.

## Übersetzungen ins Deutsche
- V. A.: Zigeunerseele. Erzählungen.[3] In Drei rumänische Skizzen. Reihe Bunte Sesambücher, 129. Übers. Anita Dimo-Pavalescu. Sesam, Wien o. J. [1931].
  - wieder in Adalbert Keil Hg.: Die Prophezeiung. Zigeunergeschichten. Reihe: Goldmanns Gelbe TB #1622. München 1965. (Anthologie, zuerst bei Kurt Desch, ebd. 1964) S. 12–17.
- Die Geschichte eines Dukaten. Dt. von Oskar Kehrer. Berlin 1952.
- Fürst Despot. Historische Legende in Versen. Dt. von Immanuel Weissglas. Bukarest 1961.
- Unsere Krieger. Zweisprachige Rumänisch-Deutsche Ausgabe. Bukarest 1977.

## Notizen
1. 1 2  Anne-Marie Thiesse: La création des identités nationales – Europe XVIIIe–XXe siècle. In: Richard Figuier (Hrsg.): Points Histoire. 2. Auflage. H296. Éditions du Seuil, Paris 2001, ISBN 2-02-034247-2, S. 99.
2. ↑  V. A.: Discurs tinut in sedinta Senatului la 10 oct 1879, cu occasiune revisuirei art. 7 al Constitutiunei. Socec, Bucuresti, 1879, S. 4f. Stilistisch liebte A. demnach den Superlativ. - Zahlreiche Belege für A.s Judenhass in Andrei Oișteanu, Konstruktionen des Judenbildes. Rumänische und ostmitteleuropäische Stereotypen des Antisemitismus. Übers. Larisa Schippel. Frank & Timme, Berlin 2010, ISBN 3-86596-273-4. Online lesbar, V. A. mit 36 Nennungen vertreten
3. ↑  Beigefügte Erzählungen: Zaharia Barsan, Der Schrecken. u. a.

| Personendaten    | Personendaten                                 |
| ---------------- | --------------------------------------------- |
| NAME             | Alecsandri, Vasile                            |
| KURZBESCHREIBUNG | rumänischer Dichter, Dramatiker und Politiker |
| GEBURTSDATUM     | 21. Juli 1821                                 |
| GEBURTSORT       | Bacău                                         |
| STERBEDATUM      | 22. August 1890                               |
| STERBEORT        | Mircești                                      |